# 网络搜索引擎 (网络硬件)
计算机网络连接在一起形成更大的网络，例如校园网、企业网或互联网。路由器是可用于连接这些网络（例如，连接到互联网服务提供商网络的home network）的网络设备。当路由器互连多个网络或处理大量网络流量时，可能会成为瓶颈并导致网络拥塞（即流量丢失）。
多种技术可以防止此类问题。其中之一是网络搜索引擎（network search engine或network search element）。这种专用设备可帮助路由器非常快速地执行其核心和重复功能之一：地址查找。除了路由之外，基于 NSE 的地址查找还用于跟踪网络服务使用情况以进行计费，或出于安全原因查找通过网络的数据中的信息模式。 
网络搜索引擎通常可用作与路由器的网络处理器接口的ASIC 芯片。内容可寻址内存和Trie是实现NSE时常用的两种技术。  